# Ville métropolitaine de Palerme
La ville métropolitaine de Palerme (Città metropolitana di Palermo en italien) est une ville métropolitaine italienne, dans la région de Sicile, dont le chef-lieu est Palerme. Elle couvre une superficie de 5 009,28 kilomètres carrés et comprend 82 municipalités métropolitaines. Elle est la cinquième ville métropolitaine pour la population et la troisième plus grande. Elle a été établie par la loi régionale no 15 du 4 août 2015. Entre le 1er octobre et le 30 novembre 2015, la province de Palerme cessera d'exister et sera remplacée par la ville métropolitaine.

## Géographie
Au nord elle est bordée par la mer Tyrrhénienne, à l'ouest par la province de Trapani, au sud par la province d'Agrigente et de Caltanissetta, à l'est par la ville métropolitaine de Messine et la province d'Enna.
L'île d'Ustica fait partie de cette entité.

## Histoire
Juridiquement la Ville métropolitaine de Palerme succède à la Province de Palerme (Provincia di Palermo).

## Politique et administration
La ville métropolitaine a son siège officiel au Palais Comitini, à Palerme.
| Période          | Période          | Identité          | Étiquette       | Qualité                        |
| ---------------- | ---------------- | ----------------- | --------------- | ------------------------------ |
| 4 août 2015      | 7 juin 2016      | Manlio Munafo     |                 | Commissaire spécial            |
| 7 juin 2016      | 18 octobre 2017  | Leoluca Orlando   | Parti démocrate | Maire de Palerme (2012 →)      |
| 18 octobre 2017  | 26 novembre 2017 | Girolamo Di Fazio |                 | Commissaire spécial            |
| 26 novembre 2017 | 20 juin 2022     | Leoluca Orlando   | Parti démocrate | Maire de Palerme (2012 → 2022) |
| 20 juin 2022     | En cours         | Roberto Lagalla   | Union de centre | Maire de Palerme (2022 →)      |

## Communes
La Ville métropolitaine comprend 82 communes.
- Alia
- Alimena
- Aliminusa
- Altavilla Milicia
- Altofonte
- Bagheria
- Balestrate
- Baucina
- Belmonte Mezzagno
- Bisacquino
- Blufi
- Bolognetta
- Bompietro
- Borgetto
- Caccamo
- Caltavuturo
- Campofelice di Fitalia
- Campofelice di Roccella
- Campofiorito
- Camporeale
- Capaci
- Carini
- Castelbuono
- Casteldaccia
- Castellana Sicula
- Castronovo di Sicilia
- Cefalà Diana
- Cefalù
- Cerda
- Chiusa Sclafani
- Ciminna
- Cinisi
- Collesano
- Contessa Entellina
- Corleone
- Ficarazzi
- Gangi
- Geraci Siculo
- Giardinello
- Giuliana
- Godrano
- Gratteri
- Isnello
- Isola delle Femmine
- Lascari
- Lercara Friddi
- Marineo
- Mezzojuso
- Misilmeri
- Monreale
- Montelepre
- Montemaggiore Belsito
- Palazzo Adriano
- Palerme
- Partinico
- Petralia Soprana
- Petralia Sottana
- Piana degli Albanesi
- Polizzi Generosa
- Pollina
- Prizzi
- Roccamena
- Roccapalumba
- San Cipirello
- San Giuseppe Jato
- San Mauro Castelverde
- Santa Cristina Gela
- Santa Flavia
- Sciara
- Scillato
- Sclafani Bagni
- Termini Imerese
- Terrasini
- Torretta
- Trabia
- Trappeto
- Ustica
- Valledolmo
- Ventimiglia di Sicilia
- Vicari
- Villabate
- Villafrati

## Culture
Le quartier historique de la ville de Palerme ainsi que les villes de Monreale et Cefalù ainsi que les sites archéologiques de Himera et Solonte attirent de nombreux touristes.

### Sites du patrimoine mondial de l'UNESCO

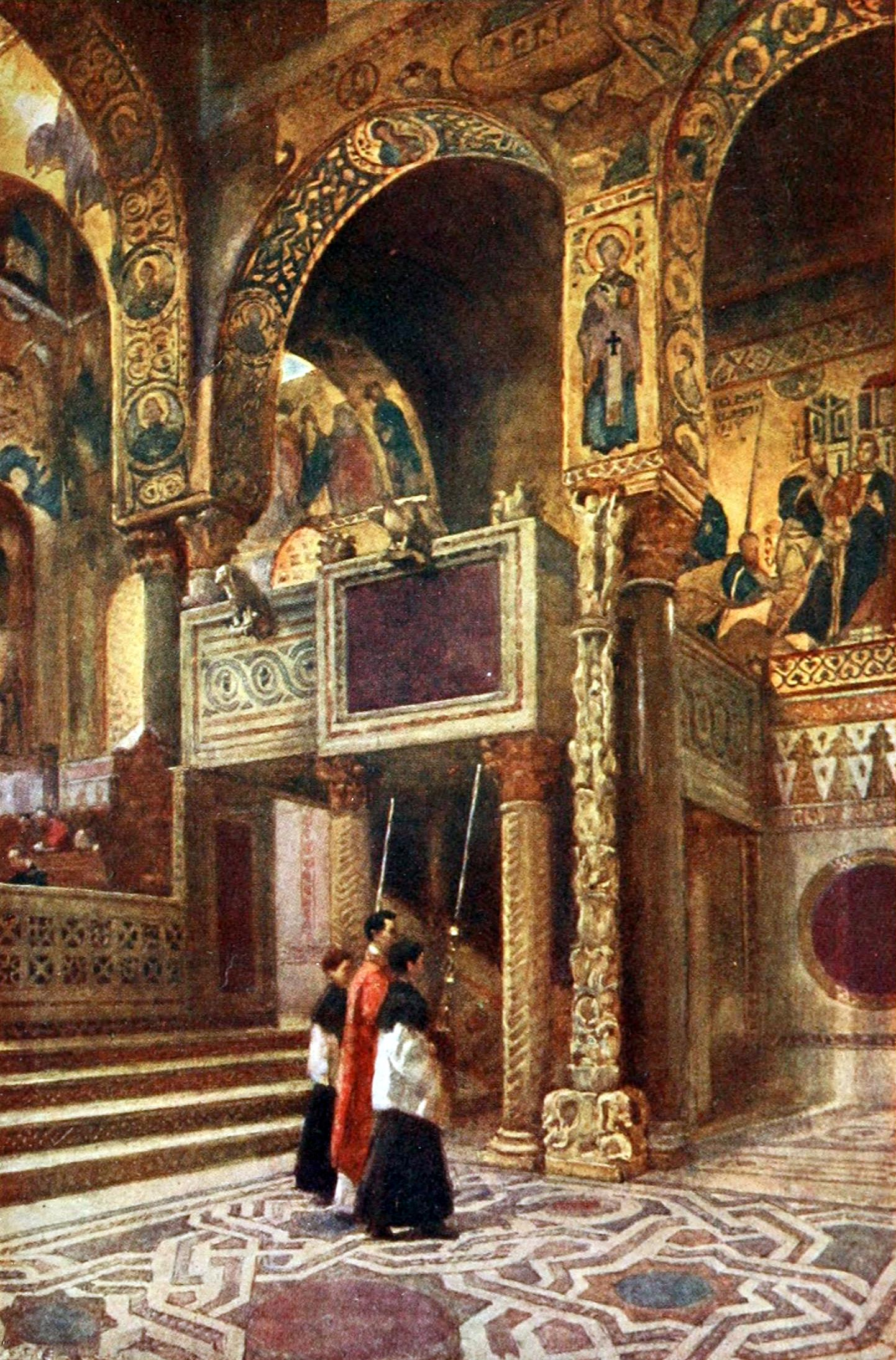
Cappella Palatina

La partie Arabo-normande de Palerme et les cathédrales de Monreale et Cefalù .
- Palazzo dei Normanni e Cappella Palatina (Palermo)
- La Zisa
- Cattedrale di Palermo
- Chiesa di San Giovanni degli Eremiti
- Chiesa della Martorana
- Chiesa di San Cataldo
- Ponte dell'Ammiraglio
- Duomo di Cefalù
- Duomo di Monreale